# Werner Ballarin
Werner Ballarin (* 26. Dezember 1935 in Breslau; † 15. Oktober 2009 in Berlin) war ein deutscher Kunsthistoriker.
Ballarin promovierte 1976 an der Technischen Universität Dresden mit einer Arbeit zum Thema Untersuchung zum Problem der künstlerischen Bildsprache im Bereich der Malerei und Graphik. Als Kulturredakteur war er für die Dresdner NDPD-Tageszeitung Sächsische Neueste Nachrichten tätig, bevor er auf Empfehlung eines Dresdner Verlegers und unter Umgehung der kaderpolitischen Gepflogenheiten der DDR-Kulturbürokratie 1983 Leiter der Städtische Kunstsammlungen Karl-Marx-Stadt wurde. Bereits 1985 musste er diesen Posten wieder räumen und wurde am Bezirkskunstzentrum Karl-Marx-Stadt tätig. Ballarin war Initiator des Kunstvereins Neue Chemnitzer Kunsthütte, der im Januar 1990 im Gebäude der ehemaligen Stasi-Zentrale in Chemnitz-Kaßberg, deren Gründung unter Bezugnahme auf die 1947 von der SMAD aufgelöste Kunsthütte Chemnitz erfolgte. Ab 1996 war Ballarin Gründungsdirektor der Neuen Sächsischen Galerie. Für seine Verdienste um das Kulturleben in Sachsen wurde ihm am 2. November 2000 der Sächsische Verdienstorden verliehen.

## Publikationen (Auswahl)
- Franciscus Effendi. Reihe Maler und Werk. Verlag der Kunst. Dresden 1984
- Rudolf Bergander Ausstellung im Albertinum Dresden. in Dresdener Galerieblätter 1959, S. 115–118
- Gesellschaftliche Wirklichkeit und künstlerische Wahrheit im Werk von Günter Tiedeken. in Bildende Kunst 25 / 1977, S. 75–78
- Eigener Auftrag und spezifische Mittel im Schaffen Gerhard Kettners. in Bildende Kunst 26 / 1978, S. 191–194
- Kunst im Aufbruch Dresden 1918–1933: Versuch einer objektiven Ausstellungsbewertung. in Bildende Kunst 29 / 1981, S. 142–145
- Die Bedeutung der Neuen Chemnitzer Kunsthütte und der Neuen Sächsischen Galerie für die Kunst der Region – tabulis probatus. in Ostragehege 8/ 2001, S. 5–9
- Faszination Kaßberg: ein Chemnitzer Stadtteil im Spiegel seiner Bauwerke. Verlag Heimatland Sachsen. Chemnitz 2006, ISBN 978-3-910186-53-8